# خليج جونية
خليج جونية، وهو بمثابة ميناء طبيعي بدأ بالبروز في منتصف القرن 19 كمرفأ صغير لاستقبال المراكب الشراعية، وبات اليوم من الوجهات السياحية اللبنانية.

## الموقع الجغرافي
منطقة خليج جونية، هي المنطقة الواقعة بين الكسليك حتى بلدة طبرجا الساحلية مرورا بـ أدما وحارة صخر وساحل علما وغادير وصربا.

يمتد خليج جونية أو جون جونية بين رأسين صخريين هما رأس صربا ورأس المعاملتين شمالاً، و يعد من الخلجان الآمنة لانه عميق الغور وهو بمأمن  من الرياح الشديدة الهبوب حيث أن الجبال تطل عليه وتحيط به من جهاته الثلاث وهو مفتوح فقط لجهة الغرب.